# Mount Pleasant (Pensylwania)
Mount Pleasant – miasteczko w hrabstwie Westmoreland w stanie Pensylwania, w Stanach Zjednoczonych. Mount Pleasant położone jest 72 km na południowy wschód od Pittsburgha. Liczba mieszkańców miasta nie przekracza 5 tysięcy.
Dawniej Mount Pleasant stanowiło centrum szeroko zakrojonego przemysłu produkcji koksu, wytwarzano tutaj również: mąkę, wytapiano żelazo, szkło, produkty odlewni itd. W mieście działa również parafia Polskiego Narodowego Kościoła Katolickiego pw. Przemienienia Pańskiego.